# Hermínio da Palma Inácio
 (mai 2012).
Si vous disposez d'ouvrages ou d'articles de référence ou si vous connaissez des sites web de qualité traitant du thème abordé ici, merci de compléter l'article en donnant les références utiles à sa vérifiabilité et en les liant à la section « Notes et références ».
Hermínio da Palma Inácio (29 janvier 1922, Lagoa, District de Faro - 14 juillet 2009, Lisbonne) était un révolutionnaire se battant contre le régime dictatorial de Salazar. Il est connu pour avoir détourné un avion au-dessus de Lisbonne et avoir jeté des pamphlets pour le rétablissement de la démocratie et la tenue d'élections libres.

## Biographie
Palma Inácio commence la lutte anti-fasciste avec son adhésion au « Coup des militaires », un mouvement créé le 10 avril 1947 par le général Godinho et l'amiral Cabeçadas et qui comptait un certain nombre de civils. À 25 ans on lui donne la tâche de saboter les avions de la base aérienne de Ganja, ou il effectuait son service militaire.
Cette action l'oblige à rentrer dans la clandestinité pendant 7 mois, avant d'être capturé par la police politique (le PIDE). En attente d'un jugement Palma Inácio prépare sa fuite. Au matin du 16 mai 1948, il enroule quatre draps autour de sa jambe, en dessous de son pantalon, puis rejoint les autres detenus aux douches. Une brève absence des gardes lui permet de sauter par la fenêtre à une hauteur de 15 mètres. Il arrive ensuite à gagner les États-Unis, après un séjour au Maroc.
Son brevet de pilote lui permet de survivre, mais les autorités américaines finissent par le localiser, et l'obliger à fuir le pays. Il arrive ensuite à Rio de Janeiro et se met en contact avec d'autres anti-fascistes portugais cherchant à détruire le régime de Salazar depuis l'extérieur. Palma Inácio a alors 34 ans en 1956. Deux ans après c'est la candidature du général Humberto Delgado à l'élection présidentielle portugaise, où celui-ci échoue contre le candidat pro-Salazar Américo Tomás. Ce qui pousse le malheureux candidat ainsi que d'autres officiers à fuir au Brésil.
Accompagné de Camilo Mortágua, Amândio Silva, Maria Helena Vidal, João Martins et Francisco Vasconcelos, il va préparer une opération coup de poing, visant à réveiller la population de Lisbonne de sa léthargie.
Au matin du 10 novembre 1961, un avion de la compagnie TAP en partance de Casablanca est détourné pour survoler la capitale à basse altitude. Le commando lance 100 000 pamphlets anti-fascistes. Les forces aériennes vont réussir à intercepter l’appareil, et l’obliger à retourner à Casablanca. Cette opération est appelée l’Opération vague.
Le groupe doit ensuite trouver un moyen de financement. Ils préparent alors le braquage d’un bureau de la Banque du Portugal dans la ville de Figueira da Foz. Concrétisé en mai 1967 avec les camarades Camilo Mortágua, António Barracosa et Luís Benvindo. Le mouvement anti-fascistes portugais était alors concentré à Paris, où nait le LUAR qui revendique l’attaque de la banque.
Dans la capitale française, il planifie la prise de la ville de Covilhã. Lors de cette opération, il est capturé par le PIDE. Il réussit à fuir de la prison de Porto en sciant les barreaux de sa cellule avec une lime fournie par sa sœur. Les inspecteurs connaissaient l’existence de cette lime, mais n’ont pas réussi à la trouver en fouillant sa cellule.
En novembre 1973, Palma Inácio est de nouveau capturé par la police politique (renommée en DGS). Cinq mois après il reçoit un message morse, le prévenant du coup militaire contre Salazar. Le 16 avril l’ordre est donné de libérer tous les prisonniers politiques. Mais il n’est libéré que peu de temps après, car une partie des militaires de la prison refusaient d’obéir.
D’après António de Almeida Santos dans son livre "Quas Retratos", Palma Inácio dans son action politique évitait constamment les effusions de sang. Après la révolution du 25 avril 1974, il suspend les activités du LUAR et manifeste son désaccord face aux tentatives d’instauration d’un “démocratie populaire” favorable à l'Union soviétique. En 1976, quand la démocratie est stable, il dissout définitivement le LUAR et abandonne la vie politique.
Le président de la république Mario Soares durant son mandat a voulu distinguer Palma Inácio de la “Cruz da Ordem da Liberdade”, mais le conseil de l’ordre refuse. Le 13 mai 2000, le président Jorge Sampaio lui attribue finalement cette distinction de la main de l’écrivain Manuel Alegre.

## Source
- (pt) Cet article est partiellement ou en totalité issu de l’article de Wikipédia en portugais intitulé « Hermínio da Palma Inácio » (voir la liste des auteurs).